# Диаби, Ламин
Мохаме́д Лами́н Диаби́ Фадига́ (фр. Mohamed Lamine Diaby Fadiga; 19 января 2001 года, Грас, Франция) — французский футболист, нападающий клуба «Париж».

## Карьера
Диаби является воспитанником академии футбольного клуба «Ницца». С сезона 2017/18 выступает за вторую команду клуба. Дебютировал за неё 14 октября 2017 года в поединке против клуба «Паулен Пезенас», выйдя на поле в стартовом составе и проведя весь матч. 10 марта 2018 года в матче второго круга против этой же команды Диаби забил свой первый гол в профессиональном футболе.
C сезона 2018/19 тренируется с основной командой «Ниццы». 11 августа дебютировал в Лиге 1 в поединке первого тура против «Реймса», появившись на поле на 61-й минуте вместо Бассема Срарфи.
Игрок юношеских сборных Франции.
В 2019 году его обвинили в краже часов за 70 тысяч € у одноклубника, Каспера Дольберга. Позже он признался в преступлении. 1 октября 2019 года «Ницца» разорвала с ним контракт.